# هیگاشی‌کاوا، هوکایدو
هیگاشی‌کاوا، هوکایدو (به لاتین: Higashikawa, Hokkaido) یک منطقهٔ مسکونی در ژاپن است که در Kamikawa Subprefecture واقع شده‌است. هیگاشی‌کاوا  ۸٬۰۹۲ نفر جمعیت دارد.